# Hosszúvölgy
Hosszúvölgy (németül: Langwies) község Zala vármegyében, a Nagykanizsai járásban, a Zalai-dombságban, az Egerszeg–Letenyei-dombság területén.

## Fekvése
Nagykanizsától 11 km-re északnyugatra fekszik a Principális-csatorna közelében. A község a 74-es főútról közelíthető meg, a Korpavártól nyugatra elágazó 75 131-es, vagy Fűzvölgyön keresztül a 75 132-es számú mellékúton.

## Története
A község közelében a régészek római kori leleteket találtak. A 2–4. század között is lakott település volt. A mai falu a 18. század elején alakult ki, amikor 1722-ben báró Esch Ferenc – császári és királyi ezredes – Koblenzből hívott német telepeseket. 12 német család vándorolt Zala vármegyébe.

## Közélete

### Polgármesterei
- 1990–1994: Gerencsér Lajos (MDF)[3]
- 1994–1998: Vejer Béla (független)[4]
- 1998–2002: Özv. Kele Lászlóné (független)[5]
- 2002–2006: Kele Lászlóné (független)[6]
- 2006–2010: Kele Lászlóné (független)[7]
- 2010–2014: Bali Veronika (független)[8]
- 2014–2019: Bali Veronika (független)[9]
- 2019–2024: Kiss Krisztián (független)[10]
- 2024– : Nith Anita (független)[1]

## Népesség
A település népességének változása:
| Lakosok száma | 167  | 167  | 158  | 162  | 170  | 176  | 173  |
|               | 2013 | 2014 | 2015 | 2021 | 2022 | 2023 | 2024 |

A 2011-es népszámlálás idején a nemzetiségi megoszlás a következő volt: magyar 76,88%, német 22,58%. A lakosok 63,7%-a római katolikusnak, 2,34% reformátusnak, 5,85% felekezeten kívülinek vallotta magát (25,1% nem nyilatkozott).
2022-ben a lakosság 94,1%-a vallotta magát magyarnak, 14,1% németnek, 1,8% lengyelnek, 0,6% cigánynak, 2,9% egyéb, nem hazai nemzetiségűnek (5,9% nem nyilatkozott; a kettős identitások miatt a végösszeg nagyobb lehet 100%-nál). Vallásuk szerint 51,8% volt római katolikus, 4,1% református, 0,6% evangélikus, 0,6% egyéb keresztény, 1,2% egyéb katolikus, 1,8% felekezeten kívüli (38,8% nem válaszolt).

## Nevezetességei
I. világháborús emlékmű található a falu központjában. A dombos vidék remek túrázási lehetőségeket kínál (a településen áthalad a Dél-dunántúli Kéktúra útvonala is), a faluban szálláslehetőség is van. Művelődési otthonnal, sportpályával, valamint – a ma már nem működő iskolából kialakított – imaházzal is rendelkezik a község. A falu harangját 1999-ben felújították és felszentelték.

## Testvértelepülések
- Kovászna (Románia) (1992-től)
- Koblenz (Németország) (1995-től)